# Німецький фонтан
41°00′26″ пн. ш. 28°58′36″ сх. д. / 41.007111111111° пн. ш. 28.976694444444° сх. д.
Німецький фонтан (тур. Alman Çeşmesi) — історичний фонтан у центрі Стамбула на площі Султанахмет, одна з визначних пам'яток міста.

## Історія
Фонтан був подарований Османській імперії Німецькою імперією в пам'ять про другий візит до Стамбулу кайзера Вільгельма II в 1898 році. Проєкт фонтану був розроблений німецьким архітектором М. Шпиттою, будівництвом керував архітектор Шеле. Фонтан був зроблений в Німеччині, потім по частинах перевезений в Стамбул і зібраний на своєму сучасному місці. Спочатку планувалося відкрити фонтан 1 вересня 1900 року, в день 25-річчя царювання султана Абдул-Хаміда II, однак до потрібного терміну фонтан змонтувати не встигли, і тому він був відкритий 27 січня 1901 року, в день народження Вільгельма II.

## Архітектура

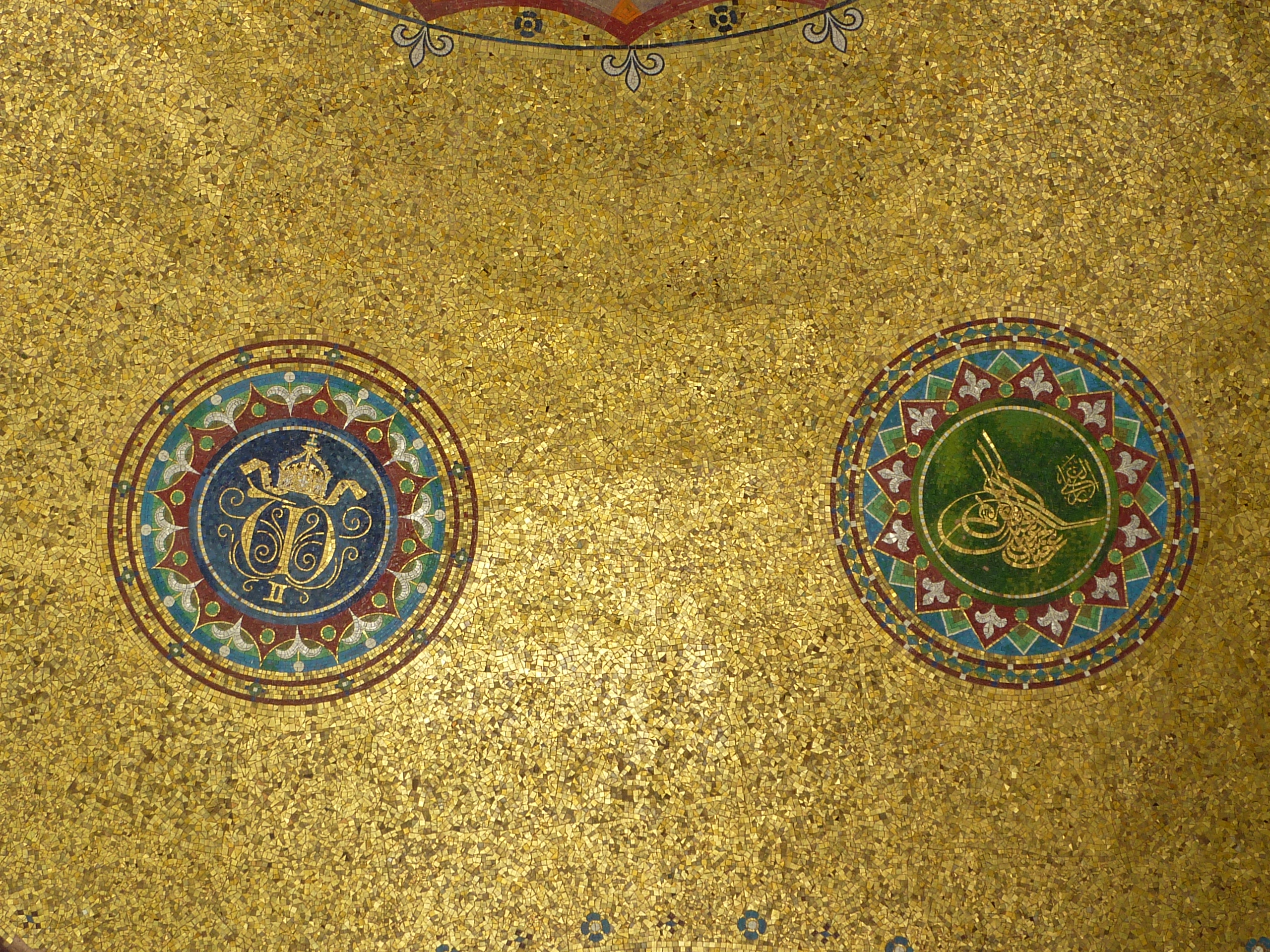
Вензель Вільгельма II і тугра Абдул-Хаміда II на стелі фонтану

Фонтан збудовано в неовізантійському стилі, і є восьмикутною альтанкою. Через те що під «фонтанами» в Туреччині розуміли те, що в Європі швидше назвали би колонкою для води, вода спливає з кранів на семи стінках підстави альтанки (з восьмого боку — сходинки, що ведуть всередину альтанки). Дах альтанки спирається на вісім порфірових колон. Всередині альтанки на стелі серед золотих мозаїк чергуються вензель Вільгельма II і Абдул-Хаміда II.